# Pholeosilpha cavicola
Pholeosilpha cavicola är en kackerlacksart som beskrevs av Lucien Chopard 1958. Pholeosilpha cavicola ingår i släktet Pholeosilpha och familjen Nocticolidae. Inga underarter finns listade i Catalogue of Life.